# Кралски германски легион
Кралският германски легион е формирование на британската армия, съществувало в периода 1803 – 1816 г. Състои от германски емигранти.
Отличава се с висока дисциплина и опит на войниците и е известен с това, че е единственото германско военно формирование, сражавало се без прекъсване против Франция по време на Наполеоновите войни. Подразделението е сформирано в течение на няколко месеца в хода на ликвидирането (юридически) на Хановерското курфюрстство (от 1714 г. - в лична уния с Великобритания и важно владение на Хановерската династия); то не е автономно формирование и влиза в състава на британските войски.
Кралският германски легион се отличава в много от големите военни кампании на Великобритания – Нидерландската експедиция (Валхернската кампания от 1809 г.), интервенцията в Полуостровната война на Пиринейския полуостров (1808-1814 г.) и кампаниите през време на Стоте дни.
Легионът е разпуснат през 1816 г.. Някои негови части са включени в състава на въоръжените сили на Кралство Хановер (заменило едноименното курфюрство, по решение на Виенския конгрес), а през 1871 г. – на обединената Германска империя.

## Галерия
- Войник от 1-ви батальон лека пехота
- Драгун от Кралския германски легион
- Войници от линейната пехота
- Артилеристи и инженери